# Aulon (Altos Pirenéus)
Aulon é uma comuna francesa na região administrativa de Occitânia, no departamento dos Altos Pirenéus. Estende-se por uma área de 28,84 km², Em 2010 a comuna tinha 92 habitantes (densidade: 3,2 hab./km²)..